# あいことば6
『あいことば6』（あいことばシックス）は、日本のシンガーソングライター・山猿が2019年5月22日にエピックレコードジャパンから発売した5枚目（通算6枚目）のオリジナルアルバムである。

## 内容
前作『あいことば5』から約1年ぶりのオリジナルアルバムにして、自身初の2枚組アルバム。
初回生産限定盤と通常盤の2形態で発売された。初回生産限定盤は三方背ボックス仕様で、メジャーデビューからの今作までの間に発売された楽曲の中から選曲されたリミックスCDが同梱された。
同年を機にソニー・ミュージックレーベルズとの契約を終了したため、今作がエピックレコードジャパンから発売された最後の作品となった。

## 収録曲

### DISC 1
1. ひとりぼっちの夜に [4:24]
作詞・作曲：山猿
編曲：soundbreakers、阿部光樹
2. ツギハギ [3:40]
作詞：山猿
作曲：山猿、Naoki Itai
編曲：Naoki Itai
3. 未来はアート [3:20]
作詞・作曲：山猿 
編曲：GP a.k.a N.O.B.B
4. 孤独 [4:36]
作詞・作曲：山猿
編曲：AIBA
5. skit 〜とある日の着信〜 [4:25]
今作のスキット。
6. メンヘラ [4:36]
作詞：山猿
作曲：山猿、WolfJunk 
編曲：WolfJunk
7. SNSじゃ写らない所で [3:20]
作詞：山猿
作曲：山猿、宇佐美宏、伊原真一
編曲：宇佐美宏、伊原真一
8. slang [3:45]
作詞・作曲：山猿
編曲：阿部光樹、花井諒
9. じゃあね… [4:35]
作詞・作曲：山猿
編曲：川口圭太
14thデジタルシングルの表題曲。
10. I'm fed up [4:03]
作詞：山猿
作曲：山猿、SHIKI
編曲：SHIKI
11. 相棒2 [3:58]
作詞・作曲：山猿
編曲：AIBA

### DISC 2
1. 3090〜愛のうた〜　(YAMAZARemix Version)
2. 花火 (YAMAZARemix Version)
3. 赤い実ハジケタ恋空の下..part2 (YAMAZARemix version)
4. DREAMER (YAMAZARemix version)
5. Now Scream (YAMAZARemix version)
6. 180° (YAMAZARemix version)
7. バイバイ‥ (YAMAZARemix version)
8. NAGISA (YAMAZARemix version)
9. イマアイ (YAMAZARemix version)
10. 満月 (YAMAZARemix version)
11. カジカ (YAMAZARemix version)
12. アルコール (YAMAZARemix version)
13. Maji SK (YAMAZARemix version)
14. 風 (YAMAZARemix version)
15. 赤い実ハジケタ恋空の下 (YAMAZARemix version)

## 参加ミュージシャン
- 山猿：Vocal (全曲)

Additional Musicians
- AIBA：Programming (#4,11)
- soundbreakers：Programming (#1)
- Naoki Itai：Programming (#2)
- GP a.k.a N.O.B.B：Programming (#3)
- WolfJunk：Programming (#6)
- 宇佐美宏：Programming (#7)
- 阿部光樹：Programming (#8)
- 花井諒：Programming (#8)
- 川口圭太：Programming (#9)
- SHIKI：Programming (#10)
- 伊原真一：Guitars (#4,7,11)、Programming (#7)
- 堀内大輔：Guitars (#1)
- 渡辺裕太：Guitars (#2)
- Tsuyo-B：Guitars (#3)
- 山崎英明：Bass (#4,11)
- 北村雄太：Bass (#2)
- 西村奈央：Piano & Keyboards (#2)
- 比田井修：Drums (#4,11)
- 北村望：Drums (#2)
- 才恵加：Sax (#2)
- DJオショウ：Scratch (#3)